# Unpfändbarer Gegenstand
Als unpfändbarer Gegenstand bezeichnet man im Zwangsvollstreckungsrecht alle Gegenstände, die kraft Gesetzes nicht der Pfändung unterliegen.

## Allgemeines
Gegenstand ist in der Rechtswissenschaft alles, was Rechtsobjekt sein kann. Der Gegenstand wird als Oberbegriff verwendet für Sachen, Forderungen, Immaterialgüterrechte sowie Vermögensrechte, nicht jedoch für Persönlichkeits- und Familienrechte.
Durch die Unpfändbarkeit bestimmter Gegenstände soll eine „Kahlpfändung“ des Schuldners verhindert werden. Kahlpfändung wäre die Pfändung und Verwertung sämtlicher Vermögensgegenstände eines Schuldners, gegen die er sich mit dem Rechtsbehelf der Erinnerung wehren kann.

## Arten
Zu den unpfändbaren Gegenständen gehören Sachen, Forderungen und Rechte.

### Sachen
Unpfändbare Sachen sind gemäß § 811 ZPO nicht der Pfändung unterworfen wie insbesondere
- die dem persönlichen Gebrauch oder dem Haushalt dienenden Sachen (etwa Kleidung, Wäsche, Betten, Haus- und Küchengerät), auch soweit der Schuldner ihrer zu einer seiner Berufstätigkeit bedarf;
- die im Haushalt für vier Wochen erforderlichen Nahrungs-, Feuerungs- und Beleuchtungsmittel;
- Kleintiere (Haustiere) in beschränkter Zahl sowie eine Milchkuh oder nach Wahl des Schuldners insgesamt zwei Schweine, Ziegen oder Schafe, wenn diese Tiere für die Ernährung erforderlich sind;
- zur Fortsetzung der Arbeit erforderlichen Gegenstände (Arbeitsmittel wie Arbeitsgeräte oder Arbeitskleidung);
- zur Fortsetzung der Erwerbstätigkeit des Schuldners oder seines Ehegatten[4] erforderliche Gegenstände;
- Trauringe, Orden und Ehrenzeichen, Verlobungsringe (str.).[5]
- Gegenstände, die aufgrund einer Körperbehinderung notwendig sind wie Brillen oder Prothesen. Im Einzelfall kann hierzu auch ein Kraftfahrzeug zählen; bei Schwerbehinderten mit Merkzeichen aG ist davon im Regelfall auszugehen,[6] bei Schwerbehinderten mit Merkzeichen G dann, wenn die Benutzung der öffentlichen Verkehrsmittel aufgrund der besonderen Umstände nicht zumutbar ist.[7]

Der Gerichtsvollzieher hat von Amts wegen die Unpfändbarkeit zu beachten. Er darf unpfändbare Sachen nicht pfänden, soweit sie nicht der Austauschpfändung (§ 811a, § 811b ZPO) oder der Vorwegpfändung (§ 811d ZPO) unterliegen. Die Unpfändbarkeit betrifft die „bescheidene Lebens- und Haushaltsführung“ (§ 811 Ziff. 1 ZPO), so dass Luxusgüter stets pfändbar sind. Was zur bescheidenen Lebens- und Haushaltsführung gehört, entscheidet die Verkehrssitte. Dazu gehören heutzutage auch Kühlschrank, Waschmaschine und Farbfernsehgerät; sie sind unpfändbar. Sind andere Pfandobjekte nicht in ausreichendem Maß vorhanden, muss er die Sache allerdings bei Zweifeln über die Unpfändbarkeit pfänden (§ 72 Geschäftsanweisung für Gerichtsvollzieher [GVGA NRW]). Unpfändbar sind gemäß § 812 ZPO die zum gewöhnlichen Hausrat gehörenden Gegenstände. § 811 ZPO nimmt ausdrücklich diese Vermögensgegenstände von der Pfändung aus, die dem Schuldner ein menschenwürdiges Dasein ermöglichen sollen.

#### Gesetzliche Pfandrechte
Die Unpfändbarkeit trifft auch die gesetzlichen Pfandrechte wie das Vermieterpfandrecht (§ 562 Abs. 1 Satz 2 BGB), Verpächterpfandrecht (§ 592 BGB) oder das Gastwirtpfandrecht (§ 704 Satz 2 BGB). Vermieter, Verpächter oder Gastwirte dürfen für ihre fälligen und unbezahlt gebliebenen Forderungen ihr Pfandrecht nur an pfändbaren Sachen des Mieters/Pächters/Gastes ausüben. Ausnahme bildet der für diese Rechtssubjekte pfändbare gewöhnliche Hausrat. Beim Verpächterpfandrecht, Unternehmerpfandrecht (§ 647 BGB) und den kaufmännischen gesetzlichen Pfandrechten (Kommissionär, Frachtführer, Spediteur und Lagerhalter) ist dagegen die Unpfändbarkeit nicht vorgesehen.

#### Zubehör
Das Zubehör eines Grundstücks oder grundstücksgleichen Rechts, das dem Grundstückseigentümer gehört, ist unpfändbar (§ 865 Abs. 2 ZPO). Es gehört zum Haftungsverband für Grundpfandrechte und unterliegt deshalb zusammen mit dem Grundstück der Zwangsvollstreckung in das unbewegliche Vermögen. Der Gerichtsvollzieher darf zum Beispiel bei der Zwangsvollstreckung gegen den Eigentümer eines landwirtschaftlichen Betriebes den Traktor, bei der Zwangsvollstreckung gegen den Eigentümer einer Fabrik die zum Betrieb bestimmten Maschinen nicht pfänden (§ 78 GVGA NRW).

### Forderungen
Nach den §§ 850 ff. ZPO unterliegen Arbeitseinkommen und andere laufende Bezüge einem besonderen Pfändungsschutz. 
Unpfändbar ist gem. § 850c Abs. 1 ZPO Arbeitseinkommen, wenn es, je nach dem Zeitraum, für den es gezahlt wird, nicht mehr als 1 178,59 Euro monatlich, 271,24 Euro wöchentlich oder 54,25 Euro täglich beträgt. Gem. § 850c Abs. 4 Nr. 1 ZPO macht das Bundesministerium der Justiz und für Verbraucherschutz jeweils zum 1. Juli eines Jahres entsprechend der im Vergleich zum jeweiligen Vorjahreszeitraum sich ergebenden prozentualen Entwicklung des Grundfreibetrages nach § 32a Abs. 1 Satz 2 Nummer 1 des Einkommensteuergesetzes die aktuellen Pfändungsfreigrenzen bekannt. Die unpfändbaren Beträge für Arbeitseinkommen haben sich danach zum 1. Juli 2023 auf 1 402,28 Euro monatlich, 322,72 Euro wöchentlich oder 64,54 Euro täglich erhöht.
Diese Beträge erhöhen sich gem. § 850c Abs. 2 ZPO für von dem Schuldner an den Ehegatten, einen früheren Ehegatten, einen Lebenspartner, einen früheren Lebenspartner, einen Verwandten oder nach den § 1615l und § 1615n BGB einem Elternteil aufgrund gesetzlicher Verpflichtung tatsächlich gewährten Unterhalt. Die jeweiligen Erhöhungsbeträge ergeben sich ebenfalls aus der Pfändungsfreigrenzenbekanntmachung (§ 850c Abs. 4 Nr. 2 ZPO).
Übersteigt das Arbeitseinkommen bestimmte Höchstbeträge, so ist es hinsichtlich des überschießenden Teils in bestimmter Höhe unpfändbar (§ 850c Abs. 3 Satz 3 ZPO). Auch diese Höchstbeträge werden in der Pfändungsfreigrenzenbekanntmachung jährlich angepasst (§ 850c Abs. 4 Nr. 3 ZPO).

#### Absolut unpfändbar
Stets unpfändbar sind nach § 850a ZPO:
- die Hälfte von Arbeitseinkommen, das aus Mehrarbeit resultiert;
- Urlaubsgeld sowie sonstige Zuwendungen aus besonderen Anlässen (langjährige Betriebszugehörigkeit, Jubiläum des Betriebs), soweit sie das Übliche nicht übersteigen;
- Aufwandsentschädigungen, Gefahrenzulagen und ähnliche Zulagen, (gemäß § 3b EStG steuerfreie) Nachtarbeits-, Schicht- und Sonn- und Feiertagszuschläge,[12] soweit sie das Übliche nicht übersteigen, insbesondere auch Einkommen aus einem 1-Euro-Job;
- Weihnachtsgeld bis zur Hälfte des Monatseinkommens, höchstens aber 500 Euro;
- Heirats- und Geburtsbeihilfen, es sei denn, es werden Unterhaltsansprüche vollstreckt;
- Zuwendungen zur Erziehung, Stipendien und ähnliche Bezüge;
- Sterbebezüge bei Tod des Arbeitnehmers sowie Gnadenbezüge bei Erwerbsunfähigkeit;
- Blindengeld nach Landesrecht.

Nach § 54 SGB I sind folgende Sozialleistungen wegen Zweckbindung unpfändbar:
- Dienst- und Sachleistungen, wie Eingliederungshilfe für behinderte Menschen sowie Leistungen eines ambulanten Pflegedienstes;
- Elterngeld und Betreuungsgeld bis zu einer Höhe von 300 Euro, außerdem Landeserziehungsgeld;
- Mutterschaftsgeld bis zu einer Höhe von 300 Euro, höchstens aber bis zur Höhe des Elterngeldes;
- Wohngeld außer bei Forderungen aufgrund Mietrückständen;
- bestimmte Behindertenbeihilfen wie Blindenhilfe nach dem SGB XII sowie Pflegegeld;
- Kindergeld, es sei denn, es werden Unterhaltsansprüche vollstreckt.

#### Bedingt pfändbar
Die folgenden Bezüge sind nach § 850b ZPO bedingt pfändbar; sie können nur gepfändet werden, wenn durch sonstige Bezüge und Vermögenswerte die Forderungen des Gläubigers nicht befriedigt werden konnten und die Pfändung der Billigkeit entspricht:
- Verletztenrente;
- Renten nach dem Bundesversorgungsgesetz und anderen Gesetzen, die auf dessen Rechtsvorschriften verweisen;
- Zuwendungen einer Stiftung, Einnahmen aus einem Altenteil;
- Witwenrente, Waisenrente, Krankengeld und ähnliche Sozialleistungen, sowie Risikolebensversicherungen, wenn die Versicherungssumme 3579 Euro nicht übersteigt.

Eine Ausnahme besteht jedoch bei der Pfändung wegen Unterhaltsansprüchen: Hier können nach § 850d ZPO weitergehende Ansprüche pfändbar sein. In der Regel wird hier durch das zuständige Amtsgericht eine niedrigere Pfändungsfreigrenze festgelegt, die sich am Sozialhilfesatz orientiert und im Einzelfall für eine alleinstehende Person auch unter 700 € im Monat liegen kann. In den Regelsatz hinein darf allerdings unter keinen Umständen gepfändet werden, dem Schuldner sind auf jeden Fall der Regelsatz und die angemessenen Unterkunftskosten zu belassen. Das Gleiche gilt bei Pfändungen wegen einer vorsätzlichen unerlaubten Handlung nach § 850f Abs. 2 ZPO, diese Ansprüche sind jedoch nachrangig gegenüber Unterhaltsansprüchen.

### Weitere Forderungen und Rechte
Neben dem Arbeitseinkommen gibt es zahlreiche weitere Forderungen, die der Unpfändbarkeit unterliegen.

#### Abtretungsverbote
Eine nicht abtretbare Forderung kann nach § 851 ZPO auch nicht gepfändet werden. Hierzu gehören nach § 399 Alt. 1 BGB Forderungen, bei denen die Leistung an einen anderen als den ursprünglichen Gläubiger nicht ohne Veränderung ihres Inhalts erfolgen kann (so genannte höchstpersönliche Ansprüche z. B. aus familienrechtlichen Pflichten). Gesetzliche Abtretungsverbote für höchstpersönliche Rechte bestehen auch in § 717 Abs. 2 BGB (gegenseitige Gesellschafteransprüche) oder § 29 Abs. 1 UrhG (für Urheberrechte). Als im Zweifel nicht übertragbar werden angesehen § 613 Satz 2 BGB (Anspruch auf Dienstleistung), § 664 Abs. 2 BGB (Auftragsausführung) und § 1059 BGB (Nießbrauch). Die Riester-Rente ist unpfändbar, soweit die vom Schuldner erbrachten Altersvorsorgebeiträge tatsächlich staatlich durch Zulagen oder Sonderausgaben-Abzug gefördert werden und den Höchstbetrag nicht übersteigen, denn die angesparten Guthaben sind gemäß § 851 Abs. 1 ZPO in Verbindung mit § 97 Satz 1 EStG nicht übertragbar. Unpfändbar ist auch die geduldete Kontoüberziehung, weil die bloße Duldung einer Kontoüberziehung dem Kunden gegen die Bank keinen pfändbaren Anspruch auf Kredit gibt.

#### Pfändungsschutzkonto
Auf Antrag des Schuldners kann das Vollstreckungsgericht gemäß § 850l ZPO anordnen, dass das Bankguthaben auf einem Pfändungsschutzkonto für die Dauer von bis zu zwölf Monaten unpfändbar ist, wenn der Schuldner nachweist, dass dem Konto in den letzten sechs Monaten vor Antragstellung ganz überwiegend nur unpfändbare Beträge gutgeschrieben worden sind, und er glaubhaft macht, dass auch innerhalb der nächsten zwölf Monate nur ganz überwiegend nicht pfändbare Beträge zu erwarten sind.

#### Lebensversicherungen
Lebensversicherungen können vor Pfändung geschützt werden, wenn sie rechtzeitig auf Rentenzahlung umgestellt wurden; die Voraussetzungen sind analog § 851 ZPO:
- Die Leistung ist nur als Rente zahlbar (außer im Todesfall) und nicht vor Vollendung des 60. Lebensjahrs oder bei Eintritt der Berufsunfähigkeit,
- Vereinbarung eines Verfügungsverzichts mit dem Versicherungsunternehmen,
- Benennung der Hinterbliebenen als Bezugsberechtigte.

Zu bestehenden Versicherungen besteht ein Umwandlungsanspruch.

## Rechtsfolgen
Die Unpfändbarkeit ergibt sich entweder dadurch, dass bestimmte Gegenstände der Pfändung völlig entzogen sind (Hausrat), oder nur ein Teil als pfändbar eingestuft ist (Pfändungsfreigrenzen bei Arbeitseinkommen). Die unpfändbaren Teile müssen dem Schuldner verbleiben, ansonsten kann sich dieser mit dem Rechtsbehelf der Vollstreckungserinnerung nach § 766 ZPO gegen unberechtigte Pfändungen wehren. Möchte sich der Schuldner gegen den der Pfändung zugrundeliegenden titulierten Anspruch wenden, kann er Vollstreckungsgegenklage gemäß § 767 ZPO erheben.